# Фокс, Аидра
Аидра Фокс (англ. Aidra Fox; род. 25 сентября 1995 года в Милуоки, Висконсин, США) — американская порноактриса.

## Ранняя жизнь
Фокс родилась 25 сентября 1995 года. Имеет польские, немецкие и чешские корни. Выросла в деревне в округе Милуоки, штат Висконсин. Потеряла девственность в возрасте 13 лет. У неё есть четыре сестры: три старшие и одна младшая.

## Карьера
Начала со съёмок на веб-камеру, где её заметил агент. Дебютировала в мире порноиндустрии в октябре 2013 года в возрасте 18 лет. Первые съёмки были для студии Web Young. На протяжении первых шести месяцев Аидра снималась только в лесбийских сценах с другими женщинами. Позднее начала сниматься в сценах с мужчинами.
На протяжении всей своей карьеры она работала с ведущими лицами отрасли, такими как: Лиза Энн, Мануэль Феррара, Дана Деармонд, Брэнди Лав, Дэни Дэниелс, Мик Блу и Сет Гэмбл.
Впервые снялась в сцене анального секса в фильме Anal POV Style в 2014 году. В декабре 2015 года она впервые снялась в сцене двойного проникновения и блоу-бенга (смеси орального секса и гэнг-бэнга) в Aidra Fox is Slutwoman.
В июне 2014 года Аидра стала Hustler Honey of the Month. Через два месяца была выбрана порносайтом Twistys как Treat of the Month. В октябре того же года была названа журналом Penthouse «Киской месяца». В сентябре 2017 года порносайт Cherry Pimps выбрал её в качестве Cherry of the Month. Повторно снялась как Hustler Honey для апрельского выпуска журнала за 2018 год. В феврале 2019 года Аидра стала «девушкой Girlsway».
В конце января 2015 года была объявлена победительницей AVN Awards в категории «Лучшая сцена секса парень/девушка» (за фильм Jean Fucking). Через год выиграла ещё две награды AVN в следующих категориях: «Лучшая лесбийская сцена секса» (за фильм Being Riley) и «Лучшая сцена секса от первого лица» (за фильм Jules Jordan’s Eye Contact). Через два года впервые стала лауреатом награды XBIZ Award, победив в категории «Лучшая сцена секса — только девушки» (за фильм Tori Black Is Back). На AVN Awards 2018 победила в категории «Лучшая оральная сцена» (за фильм Facialized 4). Через два года после последнего награждения Аидра вновь выигрывает премию AVN Awards, на этот раз в категории «Лучшая лесбийская сцена». В январе 2021 года Аидра в очередный раз стала лауреатом премии AVN Awards, победив в следующих категориях: «Лучшая карантинная сцена секса» и «Лучшая сцена секса в виртуальной реальности».
В январе 2016 года вошла в список «Грязная дюжина: Самые большие порнозвёзды» по версии канала CNBC. Через два года вошла в список «Грязная дюжина: Самые популярные порнозвёзды» по версии журнала Fortune.
По данным на март 2018 года, снялась в более чем 300 фильмах для взрослых.

## Награды и номинации
| Список наград и номинаций | Список наград и номинаций | Список наград и номинаций | Список наград и номинаций | Список наград и номинаций                                       |
| Год                       | Награда                   | Результат                 | Категория | Фильм                                                           |
| ------------------------- | ------------------------- | ------------------------- | --- | --------------------------------------------------------------- |
| 2015                      | AVN Award                 | Номинация                 | Лучшая анальная сцена (вместе с Миком Блу) | Anal POV Style                                                  |
| 2015                      | AVN Award                 | Номинация                 | Лучшая лесбийская сцена (вместе с Кэсси Лэйн) | Secret Life of a Lesbian                                        |
| 2015                      | AVN Award                 | Номинация                 | Лучшая новая старлетка | н/д                                                             |
| 2015                      | AVN Award                 | Номинация                 | Лучшая оральная сцена | Amateur Introductions 14                                        |
| 2015                      | AVN Award                 | Номинация                 | Лучшая сцена группового секса (вместе с Джиллиан Джансон, Дэни Дэниелс, Картер Круз, Кэндис Дэр и Мануэлем Феррарой)                                                             | Manuel Ferrara’s Reverse Gangbang 2                             |
| 2015                      | AVN Award                 | Номинация                 | Лучшая сцена мастурбации/стриптиза | Beautiful Solo 3                                                |
| 2015                      | AVN Award                 | Победа                    | Лучшая сцена секса парень/девушка (вместе с Райаном Мэдисоном) | Jean Fucking                                                    |
| 2015                      | AVN Award                 | Номинация                 | Награда поклонников: самый милый новичок | н/д                                                             |
| 2015                      | NightMoves Award          | Номинация                 | Лучшее тело | н/д                                                             |
| 2015                      | XBIZ Award                | Номинация                 | Лучшая новая старлетка | н/д                                                             |
| 2015                      | XBIZ Award                | Номинация                 | Лучшая сцена — виньетка (вместе с Ксандером Корвусом) | My Brother Has A Big Dick                                       |
| 2015                      | XRCO Award                | Номинация                 | Кремовая мечта года | н/д                                                             |
| 2015                      | XRCO Award                | Номинация                 | Новая старлетка года | н/д                                                             |
| 2016                      | AVN Award                 | Номинация                 | Исполнительница года | н/д                                                             |
| 2016                      | AVN Award                 | Номинация                 | Лучшая анальная сцена (вместе с Мануэлем Феррарой) | Anal Beauty                                                     |
| 2016                      | AVN Award                 | Номинация                 | Лучшая лесбийская групповая сцена (вместе с Кенной Джеймс и Эй Джей Эпплгейт) | Girls Kissing Girls 17                                          |
| 2016                      | AVN Award                 | Номинация                 | Лучшая лесбийская групповая сцена (вместе с Райли Рид и Реми Лакруа) | Meet Aidra Fox                                                  |
| 2016                      | AVN Award                 | Победа                    | Лучшая лесбийская сцена (вместе с Райли Рид) | Being Riley                                                     |
| 2016                      | AVN Award                 | Номинация                 | Лучшая сцена группового секса (вместе с Джоном Стронгом, Карло Каррерой, Ксандером Корвусом и Миком Блу)                                                                         | Meet Aidra Fox                                                  |
| 2016                      | AVN Award                 | Номинация                 | Лучшая сцена группового секса (вместе с Адрианой Чечик, Джеймсом Дином, Дэни Дэниелс, Карли Грей, Миком Блу, Петой Йенсен и Эриком Эверхардом)                                   | Orgy Masters 7                                                  |
| 2016                      | AVN Award                 | Номинация                 | Лучшая сцена мастурбации/стриптиза | Bombshells 6                                                    |
| 2016                      | AVN Award                 | Победа                    | Лучшая сцена секса от первого лица (вместе с Джиллиан Джансон) | Jules Jordan’s Eye Contact                                      |
| 2016                      | AVN Award                 | Номинация                 | Награда поклонников: любимая порнозвезда (женщина) | н/д                                                             |
| 2016                      | AVN Award                 | Номинация                 | Награда поклонников: социальная медиазвезда | н/д                                                             |
| 2016                      | NightMoves Award          | Номинация                 | Лучшее тело | н/д                                                             |
| 2016                      | RISE Award                | Номинация                 | Новичок года | н/д                                                             |
| 2016                      | XBIZ Award                | Номинация                 | Исполнительница года | н/д                                                             |
| 2016                      | XBIZ Award                | Номинация                 | Лучшая сцена секса — только секс (вместе с Джесси Джонсом) | Bombshells 6                                                    |
| 2016                      | XRCO Award                | Номинация                 | Оргазмическая аналистка года | н/д                                                             |
| 2016                      | XRCO Award                | Номинация                 | Супершлюха года | н/д                                                             |
| 2017                      | AVN Award                 | Номинация                 | Исполнительница года | н/д                                                             |
| 2017                      | AVN Award                 | Номинация                 | Лучшая лесбийская сцена (вместе с Евой Ловией) | We Live Together 43                                             |
| 2017                      | AVN Award                 | Номинация                 | Лучшая оральная сцена (вместе с Джиллиан Джансон и Кейси Калверт) | Throat Training 2                                               |
| 2017                      | AVN Award                 | Номинация                 | Лучшая сцена двойного проникновения (вместе с Миком Блу и Уиллом Пауэрсом) | Aidra Fox Is Slutwoman                                          |
| 2017                      | AVN Award                 | Номинация                 | Лучшая сцена группового секса (вместе с Алексом Ди, Алексом Легендом, Джоном Стронгом, Маркусом Дюпри и Мистером Питом)                                                          | Gangbanged 7                                                    |
| 2017                      | AVN Award                 | Номинация                 | Лучшая сцена секса парень/девушка (вместе с Джеймсом Дином) | Perfect Pussy                                                   |
| 2017                      | AVN Award                 | Номинация                 | Лучшая сцена триолизма (Д/Д/П) (вместе с Биллом Бейли и Катриной Джейд) | Aidra Fox Is Slutwoman                                          |
| 2017                      | DVDerotik Award           | Номинация                 | Сиськи года | н/д                                                             |
| 2017                      | DVDerotik Award           | Номинация                 | Тело года | н/д                                                             |
| 2017                      | XBIZ Award                | Номинация                 | Лучшая актриса тематического фильма — пары | Secret Spa                                                      |
| 2017                      | XBIZ Award                | Номинация                 | Лучшая актриса тематического фильма — пары | The Masseuse 10                                                 |
| 2017                      | XBIZ Award                | Номинация                 | Лучшая сцена секса — полнометражный фильм (вместе с Пенни Пакс и Ричи Кэлхуном)                                                                                                  | The Submission of Emma Marx 3: Exposed                          |
| 2017                      | XBIZ Award                | Номинация                 | Лучшая сцена секса — только девушки (вместе с Джулией Энн) | Mother Lovers Society 15                                        |
| 2018                      | AVN Award                 | Номинация                 | Исполнительница года | н/д                                                             |
| 2018                      | AVN Award                 | Номинация                 | Лучшая анальная сцена (вместе с Эриком Эверхардом) | Anal Fuck Dolls 2                                               |
| 2018                      | AVN Award                 | Номинация                 | Лучшая лесбийская сцена (вместе с Тори Блэк) | Tori Black Is Back                                              |
| 2018                      | AVN Award                 | Победа                    | Лучшая оральная сцена (вместе с Брэдом Хартом, Джейсоном Катаной, Донни Синсом, Марком Зейном, Рексом Оливером, Робом Бэнксом, Робби Экоу, Филти Ричем, Хантером и Чедом Альвой) | Facialized 4                                                    |
| 2018                      | AVN Award                 | Номинация                 | Лучшая сцена мастурбации/стриптиза | The Dirty Dolls                                                 |
| 2018                      | Fleshbot Award            | Номинация                 | Лучшая задница | н/д                                                             |
| 2018                      | Fleshbot Award            | Номинация                 | Лучшая оральная сцена (вместе с Брэдом Хартом, Джейсоном Катаной, Донни Синсом, Марком Зейном, Рексом Оливером, Робом Бэнксом, Робби Экоу, Филти Ричем, Хантером и Чедом Альвой) | Facialized 4                                                    |
| 2018                      | Inked Award               | Номинация                 | Лучшая лесбийская сцена (вместе с Тори Блэк) | Tori Black Is Back                                              |
| 2018                      | Pornhub Award             | Номинация                 | Все одновременно — лучшая исполнительница двойного проникновения | н/д                                                             |
| 2018                      | XBIZ Award                | Номинация                 | Лучшая сцена секса — виньетка (вместе с Кейраном Ли) | Teen Swap                                                       |
| 2018                      | XBIZ Award                | Номинация                 | Лучшая сцена секса — гонзо (вместе с Эриком Эверхардом) | Anal Fuck Dolls 2                                               |
| 2018                      | XBIZ Award                | Победа                    | Лучшая сцена секса — только девушки (вместе с Тори Блэк) | Tori Black Is Back                                              |
| 2018                      | XBIZ Award                | Номинация                 | Лучшая сцена секса — только секс (вместе с Чарльзом Дерой) | Teen Yoga                                                       |
| 2018                      | XRCO Award                | Номинация                 | Оргазмическая оралистка года | н/д                                                             |
| 2019                      | AVN Award                 | Номинация                 | Лучшая оральная сцена (вместе с Рэем Дарком) | Aidra Fox Returns to Swallow Salon for Some Cosplay Blowjob Fun |
| 2019                      | AVN Award                 | Номинация                 | Лучшая сцена триолизма (Д/Д/П) (вместе с Джианной Диор и Тони Рубино) | Mediating Threesome                                             |
| 2019                      | Fleshbot Award            | Победа                    | Лучшая задница | н/д                                                             |
| 2020                      | AVN Award                 | Победа                    | Лучшая лесбийская сцена (вместе с Кристен Скотт) | Teenage Lesbian                                                 |
| 2020                      | AVN Award                 | Номинация                 | Лучшая сцена триолизма (Д/Д/П) (вместе с Арианой Мари и Миком Блу) | Aidra’s Anal Threesome (из Hardcore Threesomes 3)               |
| 2020                      | XBIZ Award                | Номинация                 | Лесбийская исполнительница года | н/д                                                             |
| 2020                      | XBIZ Award                | Номинация                 | Лучшая сцена секса — виньетка (вместе с Кайден Кросс и Мануэлем Феррарой) | Sordid Stories                                                  |
| 2020                      | XBIZ Award                | Номинация                 | Лучшая сцена секса — табу (вместе с Лукасом Фростом) | Sibling Seductions 3                                            |
| 2020                      | XBIZ Award                | Номинация                 | Лучшая сцена секса — только девушки (вместе с Анджелой Уайт, Джорджией Джонс и Эмили Уиллис)                                                                                     | Girlcore: Private School                                        |
| 2020                      | XBIZ Award                | Номинация                 | Лучшая сцена секса — только девушки (вместе с Дженис Гриффит) | Perfect Touch                                                   |
| 2020                      | XBIZ Award                | Номинация                 | Лучшая сцена секса — только секс (вместе с Рамоном Номаром) | The Brat Pack                                                   |
| 2021                      | AVN Award                 | Победа                    | Лучшая карантинная сцена секса (вместе с Алиной Лопес, Кендрой Спейд, Кенной Джеймс, Кристен Скотт и Уитни Райт)                                                                 | Teenage Lesbian: One Year Later                                 |
| 2021                      | AVN Award                 | Номинация                 | Лучшая лесбийская групповая сцена (вместе с Арией Ли, Джиллиан Джансон и Сабиной Руж)                                                                                            | Popular                                                         |
| 2021                      | AVN Award                 | Номинация                 | Лучшая лесбийская сцена (вместе с Эвелин Клэр) | Romantic Charades                                               |
| 2021                      | AVN Award                 | Победа                    | Лучшая сцена секса в виртуальной реальности (вместе с Уиллом Паундером) | The Cabin in the Woods                                          |
| 2021                      | AVN Award                 | Номинация                 | Лучшая сцена триолизма (Д/Д/П) (вместе с Ванной Бардо и Джейком Адамсом) | Sex Kittens (из Plus One)                                       |
| 2021                      | XBIZ Award                | Номинация                 | Лесбийская исполнительница года | н/д                                                             |
| 2021                      | XBIZ Award                | Номинация                 | Лучшая сцена секса — виньетка (вместе с Райаном Маклейном и Эмили Уиллис) | Holding Out and Giving in Vol. 2                                |
| 2021                      | XBIZ Award                | Номинация                 | Лучшая сцена секса — только девушки (вместе с Шарлоттой Стокли) | Terror Camp                                                     |
| 2021                      | XBIZ Award                | Номинация                 | Лучшее актёрское исполнение — второй план | Terror Camp                                                     |
| 2021                      | XRCO Award                | Номинация                 | Любимица года | н/д                                                             |
| 2022                      | AVN Award                 | Номинация                 | Лучшая лесбийская сцена (вместе с Наоми Суонн) | The Seductive Art of Massage — Scene 4                          |
| 2022                      | XBIZ Award                | Номинация                 | Лесбийская исполнительница года | н/д                                                             |
| 2022                      | XBIZ Award                | Номинация                 | Лучшая сцена секса — виньетка (вместе с Деймоном Дайсом) | Going for It                                                    |
| 2022                      | XBIZ Award                | Номинация                 | Лучшая сцена секса — только девушки (вместе с Наоми Суонн) | The Seductive Art of Massage                                    |
| 2022                      | XRCO Award                | Номинация                 | Лесбийская исполнительница года | н/д                                                             |
| 2023                      | AVN Award                 | Победа                    | Лесбийская исполнительница года | н/д                                                             |
| 2023                      | NightMoves Award          | Победа                    | Лучшая лесбийская исполнительница | н/д                                                             |
| 2023                      | XBIZ Award                | Номинация                 | Лесбийская исполнительница года | н/д                                                             |
| 2023                      | XBIZ Award                | Номинация                 | Лучшая сцена секса — виньетка (вместе с Деймоном Дайсом) | Too Complicated                                                 |
| 2023                      | XBIZ Award                | Номинация                 | Лучшая сцена секса — только девушки (вместе с Эйвери Кристи) | Stream                                                          |
| 2023                      | XBIZ Award                | Номинация                 | Лучшая сцена секса — только секс (вместе с Сетом Гэмблом) | The Red Room                                                    |
| 2023                      | XRCO Award                | Победа                    | Лесбийская исполнительница года | н/д                                                             |
| 2024                      | AVN Award                 | Победа                    | Лучшая лесбийская групповая сцена (вместе с Блейк Блоссом и Ванессой Скай) | Lesbian Threesomes Scene 3                                      |
| 2024                      | AVN Award                 | Номинация                 | Лучшая лесбийская сцена (вместе с Кирой Нуар) | Lesbian Performers of the Year 2023 — Scene 1                   |
| 2024                      | Pornhub Award             | Номинация                 | Лучшая лесбийская исполнительница | н/д                                                             |
| 2024                      | XBIZ Award                | Номинация                 | Лесбийская исполнительница года | н/д                                                             |

## Избранная фильмография
- 2013 — Three’s A Charm
- 2014 — Slutty and Sluttier 23
- 2014 — Women Seeking Women 111
- 2015 — Anal Beauty
- 2015 — Cheer Squad Sleepovers 14
- 2015 — Fresh Outta High School 23
- 2015 — Girls Kissing Girls 17
- 2015 — Lesbian Adventures: Wet Panties Trib 7
- 2015 — Me and My Girlfriend 10
- 2015 — We Live Together 37
- 2016 — Hot and Dirty Teens
- 2016 — Mother Lovers Society 15
- 2016 — Sex and Confidence
- 2017 — Facialized 4
- 2017 — Mediating Threesome
- 2018 — Tori Black Is Back
- 2019 — Teenage Lesbian
- 2020 — Teenage Lesbian: One Year Later
- 2021 — The Red Room
- 2021 — The Seductive Art of Massage
- 2022 — Baby Got Boobs 24
- 2023 — When Girls Play 36